# 아이다호군

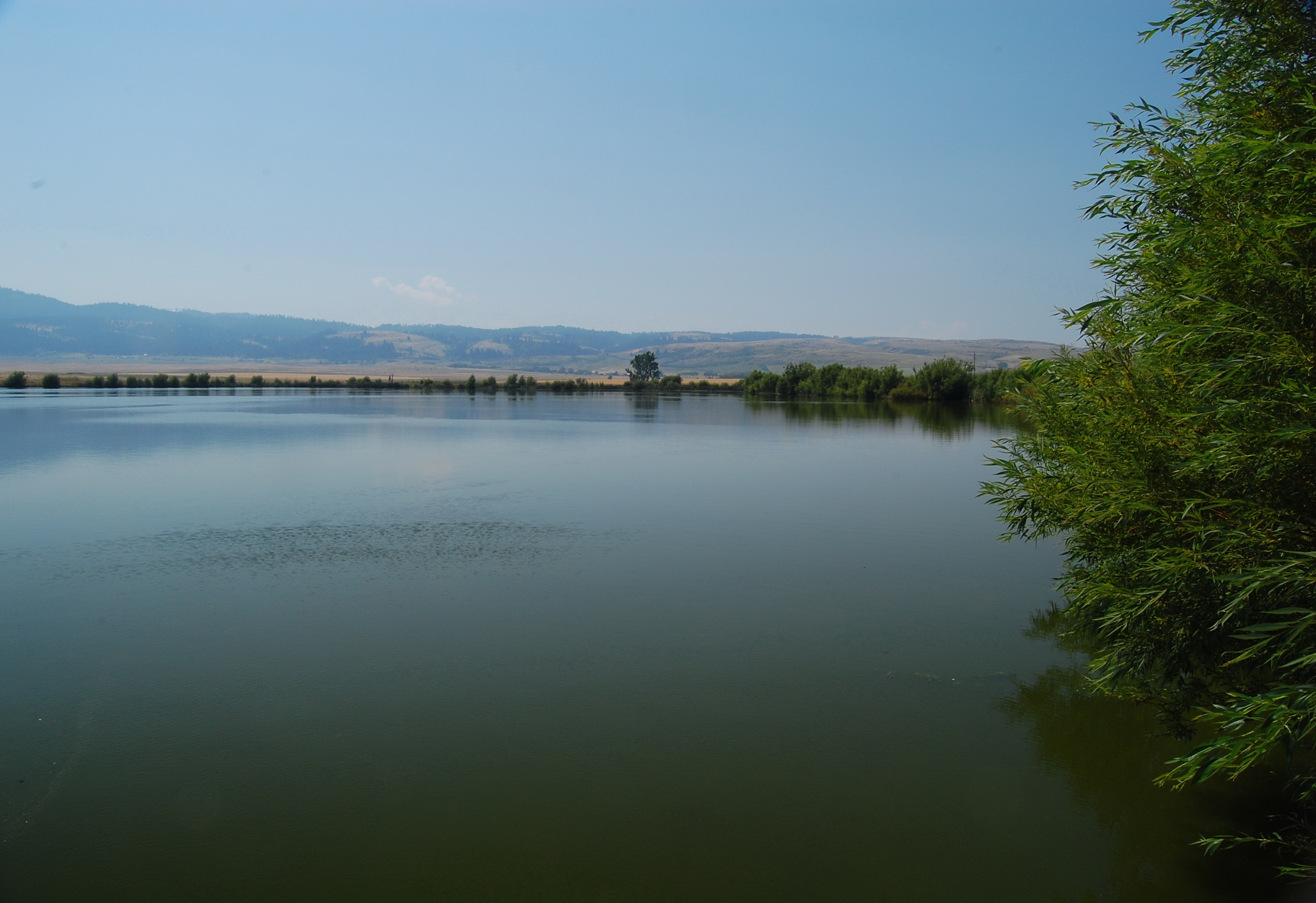

아이다호군 또는 아이다호 카운티(Idaho County)는 미국 아이다호주 북부 아이다호 팬핸들 지역에 위치한 군이다. 2010년 기준으로 이 지역의 인구 수는 총 16,267명이다. 2018년 추산으로 이 지역의 총 인구 수는 16,513명이다. 최대 도시이자 카운티청 소재지는 그랜지빌이다.

## 인구
| 인구조사                                                      | 인구   | Note  | %±     |
| ------------------------------------------------------------- | ------ | ----- | ------ |
| 1870년                                                        | 849    |       | —      |
| 1880년                                                        | 2,031  |       | 139.2% |
| 1890년                                                        | 2,955  |       | 45.5%  |
| 1900년                                                        | 9,121  |       | 208.7% |
| 1910년                                                        | 12,384 |       | 35.8%  |
| 1920년                                                        | 11,759 |       | −5.0%  |
| 1930년                                                        | 10,107 |       | −14.0% |
| 1940년                                                        | 12,691 |       | 25.6%  |
| 1950년                                                        | 11,423 |       | −10.0% |
| 1960년                                                        | 13,542 |       | 18.6%  |
| 1970년                                                        | 12,891 |       | −4.8%  |
| 1980년                                                        | 14,769 |       | 14.6%  |
| 1990년                                                        | 13,783 |       | −6.7%  |
| 2000년                                                        | 15,511 |       | 12.5%  |
| 2010년                                                        | 16,267 |       | 4.9%   |
| 2018 (추산)                                                   | 16,513 | [ 1 ] | 1.5%   |
| U.S. Decennial Census 1790–1960 1900–1990 1990–2000 2010–2018 |        |       |        |